# Moonrise, Hernandez, Nouveau-Mexique

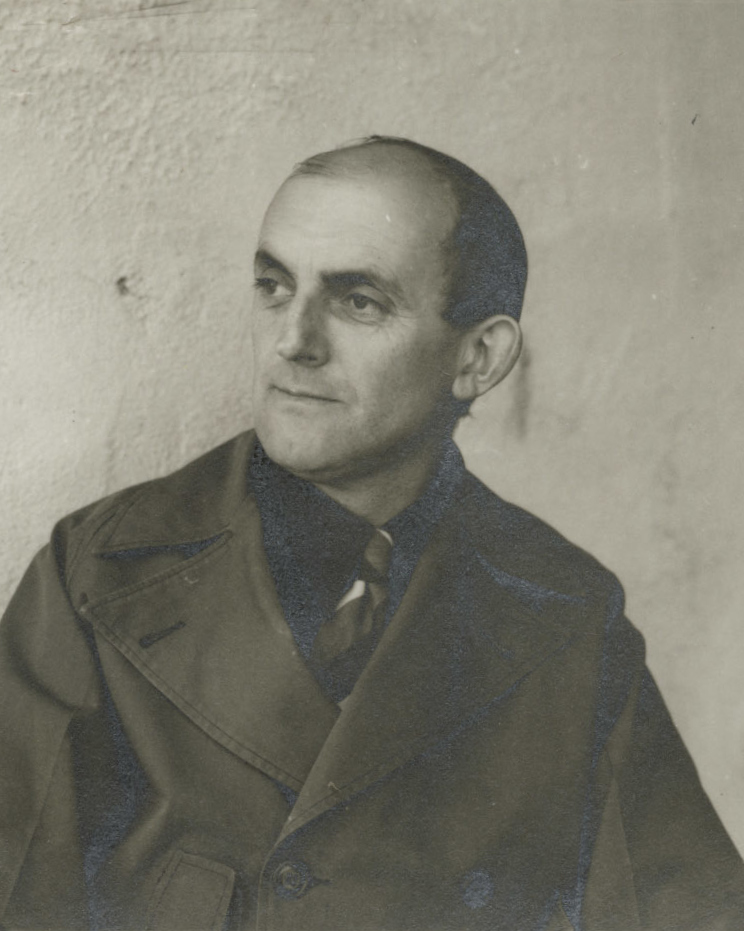
Photographie d'Ansel Adams

Pour les articles homonymes, voir Moonrise et Hernandez.
Moonrise, Hernandez, Nouveau-Mexique est une photographie prise par Ansel Adams en novembre 1941. C'est une de ses photos les plus connues, et il en a été fait plus de 1 300 tirages. Un exemplaire a été vendu 609 600 $ en 2006 chez Sotheby's. Elle a été présentée dans de nombreux musées dans le monde,.

## Description
La photographie, en noir et blanc, se compose de trois parties : au premier plan la ville d'Hernandez au Nouveau-Mexique, au milieu des nuages éclairés par le coucher de soleil, et au-dessus la lune qui se détache sur le ciel sombre. Adams a eu conscience que c'était une photo remarquable, mais n'a jamais été complètement satisfait des tirages qu'il en faisait.

## Aspects techniques
La photo a été prise avec un appareil 8x10 sur un film 64 ASA, durée d'exposition d'une seconde à f/32.